# Amanda Righetti

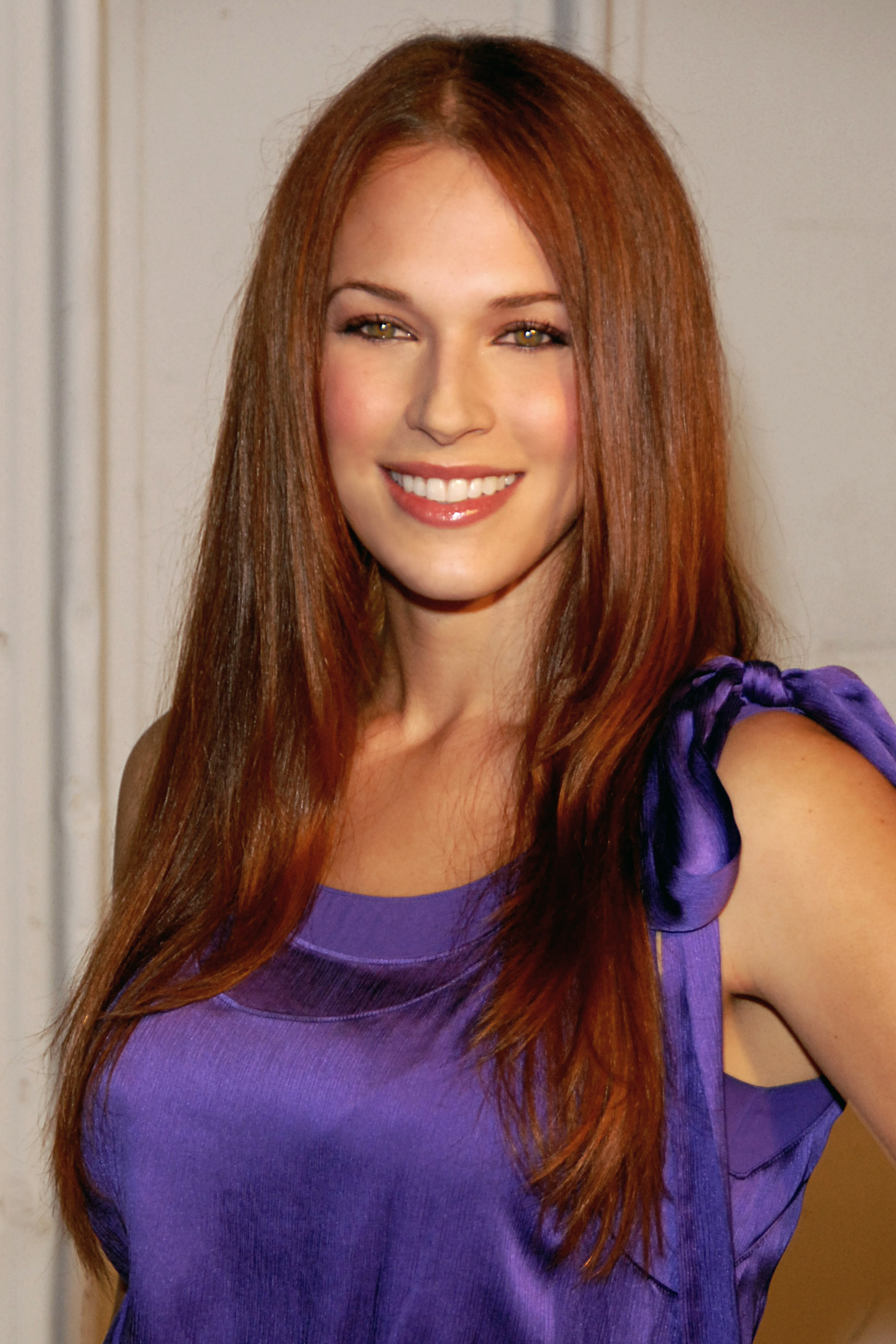
Amanda Righetti (2009)

Amanda Righetti (ur. 4 kwietnia 1983 w St. George, w stanie Utah) – amerykańska aktorka.

## Życiorys
Najmłodsza z ośmiorga rodzeństwa, ma sześć sióstr i brata. Wychowywała się w Las Vegas w stanie Nevada.
W branży filmowej działa od roku 1995. Przeniosła się do Los Angeles w celu zdobycia zawodu aktorki. Zdobyła główną rolę w serialu telewizji FOX pt. Życie na fali (oryg. The O.C.). W serialu występowała w latach 2003–2005 w roli Hailey Nichol. Znana jest widzom także jako Tessa Lewis w serialu Gorące Hawaje (oryg. North Shore). U boku Jasona O’Mary występowała w serialu stacji ABC zatytułowanym Marlowe, w którym wcielała się w postać Jessiki Reede. W 2008 roku zaoferowano jej jedną z głównych ról w horrorze Piątek, trzynastego. Righetti przyjęła ofertę, a film z jej udziałem zadebiutował w światowych kinach w lutym 2009 roku. W pierwszoplanowej roli kobiecej wystąpiła też w filmie Powrót do domu na Przeklętym Wzgórzu (2007). Grała też w serialu dramatycznym Reunion. Wyprodukowała film Pipeline, w którym wystąpiła w roku 2007. W 2008 roku otrzymała angaż do popularnego serialu kryminalnego Mentalista, w którym zagrała agentkę Grace Van Pelt.
Pojawiła się na okładkach czasopism „FHM”, „LAX”, „Maxim” i „Las Vegas Magazine”. Znalazła się na pięćdziesiątym dziewiątym i osiemdziesiątym czwartym miejscu „najgorętszych kobiet” magazynu „FHM” w 2005 i 2006.

## Życie prywatne
29 kwietnia 2006 poślubiła aktora Jordana Alana.

## Filmografia
- 2002: Angel Blade jako Samantha Goodman
- 2002: Królik Greg (Greg the Bunny) jako Debbie Fishman
- 2003: No Place Like Home
- 2003–2005: Życie na fali (The O.C.) jako Hailey Nichol
- 2004–2005: Gorące Hawaje (North Shore) jako Tessa Lewis
- 2005: Romy and Michele: In the Beginning jako przyjaciółka
- 2005–2006: Reunion jako Jenna Moretti
- 2006: Enemies jako Kelly Callaway
- 2006: Ekipa (Entourage) jako Katrina
- 2006: Scarface: The World Is Yours (podkład głosowy do gry komputerowej)
- 2007: Marlowe jako Jessica Reede (film TV)
- 2007: Pipeline jako Jocelyn
- 2007: Powrót do domu na Przeklętym Wzgórzu (Return to House on Haunted Hill) jako Ariel
- 2007: K-Ville jako A.J. Gossett
- 2008: Wyrolowani (Role Models) jako Isabel
- 2008–2015: Mentalista[1] (The Mentalist) jako Grace Van Pelt
- 2009: Piątek, trzynastego (Friday the 13th) jako Whitney Miller
- 2011: Mordercza sieć (Wandering Eye) jako Maren Abbot (film TV)
- 2011: Kapitan Ameryka: Pierwsze starcie (Captain America: The First Avenger) jako Agentka SHIELD
- 2014: Chicago Fire[1] jako dr Holly Whelan
- 2014: Chicago PD[1] jako dr Holly Whelan
- 2015: Cats Dancing on Jupiter jako Josephine Smart
- 2016–2017: Colony jako Madeline[1]
- 2017: Love at the Shore jako Jenna Turner (film TV)
- 2019: Pastalight jako Susanna Lenzi (krótkometrażówka)